# Лесеу
Лесеу (рум. Lăsău) — село у повіті Хунедоара в Румунії. Входить до складу комуни Лепуджу-де-Жос.
Село розташоване на відстані 326 км на північний захід від Бухареста, 32 км на захід від Деви, 127 км на південний захід від Клуж-Напоки, 99 км на схід від Тімішоари.

## Населення
За даними перепису населення 2002 року у селі проживали 196 осіб, з них 192 особи (98,0%) румунів. Усі жителі села рідною мовою назвали румунську.